# مقاطعة غوسبر (نبراسكا)
مقاطعة غوسبر (بالإنجليزية: Gosper County)‏ هي إحدى مقاطعات ولاية نبراسكا في الولايات المتحدة الأمريكية.